# Ahmed Ouattara
Ahmed Ouattara (Abidjan, 15 dicembre 1969) è un ex calciatore ivoriano, di ruolo attaccante.

## Carriera

### Club
Ha giocato nel campionato ivoriano, svizzero (con Sion e Basilea), portoghese (vestendo la maglia di Sporting Lisbona e Salgueiros) e emiratino.

### Nazionale
In Nazionale ha esordito nel 1989, collezionando 21 presenze e 4 reti in dieci anni.

## Palmarès

### Club

#### Competizioni nazionali
- Campionato ivoriano: 3

Africa Sports: 1989
ASEC Mimosas: 2001, 2002
- Coppa della Costa d'Avorio: 2

Africa Sports: 1989, 1993
- Coppa Houphouët-Boigny: 3

Africa Sports: 1989, 1991, 1993
- Coppa Svizzera: 1

Sion: 1994-1995
- Supercoppa di Portogallo: 1

Sporting Lisbona: 1995
- Coppa della Corona del Principe saudita: 1

Al-Shabab: 1999

#### Competizioni internazionali
- Coppa delle Coppe d'Africa: 2

Africa Sports: 1992
- Supercoppa CAF: 1

Africa Sports: 1992
- Champions League araba: 1

Al-Shabab: 1999

### Individuale
- Capocannoniere del campionato ivoriano di calcio: 1

1993 (13 gol)